# 結構支承
結構支承（Structural Bearings）是建築結構系統的主要元素之一，建築結構受外力（或荷重）時，透過結構構件將力量傳遞到結構支承，再傳遞至基礎；基礎亦透過支承將反力傳遞至構件，形成穩定狀態。

## 支承種類
結構支承依反力的形式與變位的方式，常見的支承有以下三種：
1. 滾支承（roller support）
2. 鉸支承（pin support）
3. 剛支承（fixed support）

另外也有利用特殊結構構件轉換反力與變位的特殊支承如：
1. 定向支承（slider）
2. 彈簧支承
  - 直線彈簧支承
  - 旋轉彈簧支承

## 相關領域
- 建築結構系統
- 應用力學
- 材料力學